# Harry Manx

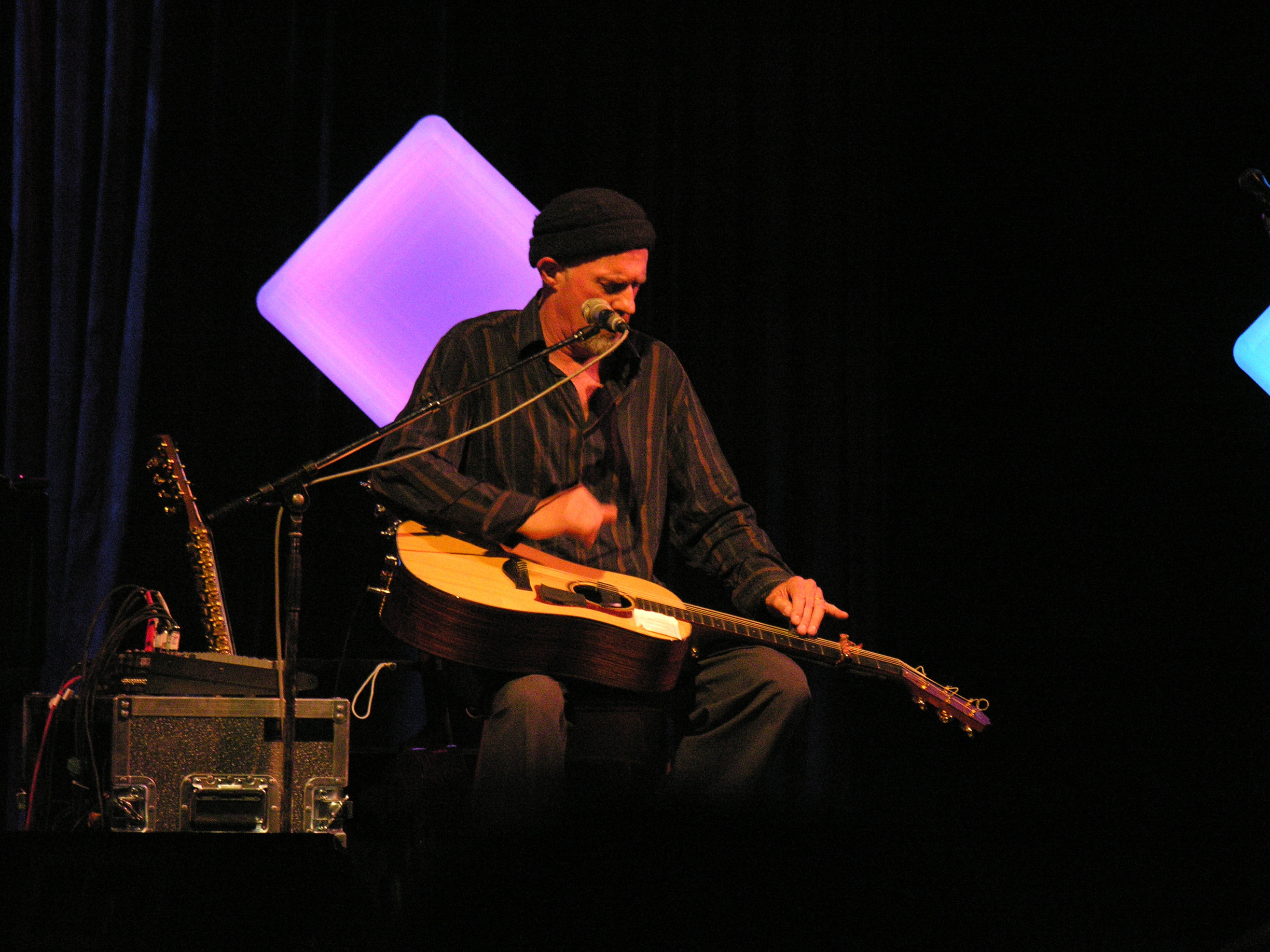
Harry Manx joue de la slide guitar.

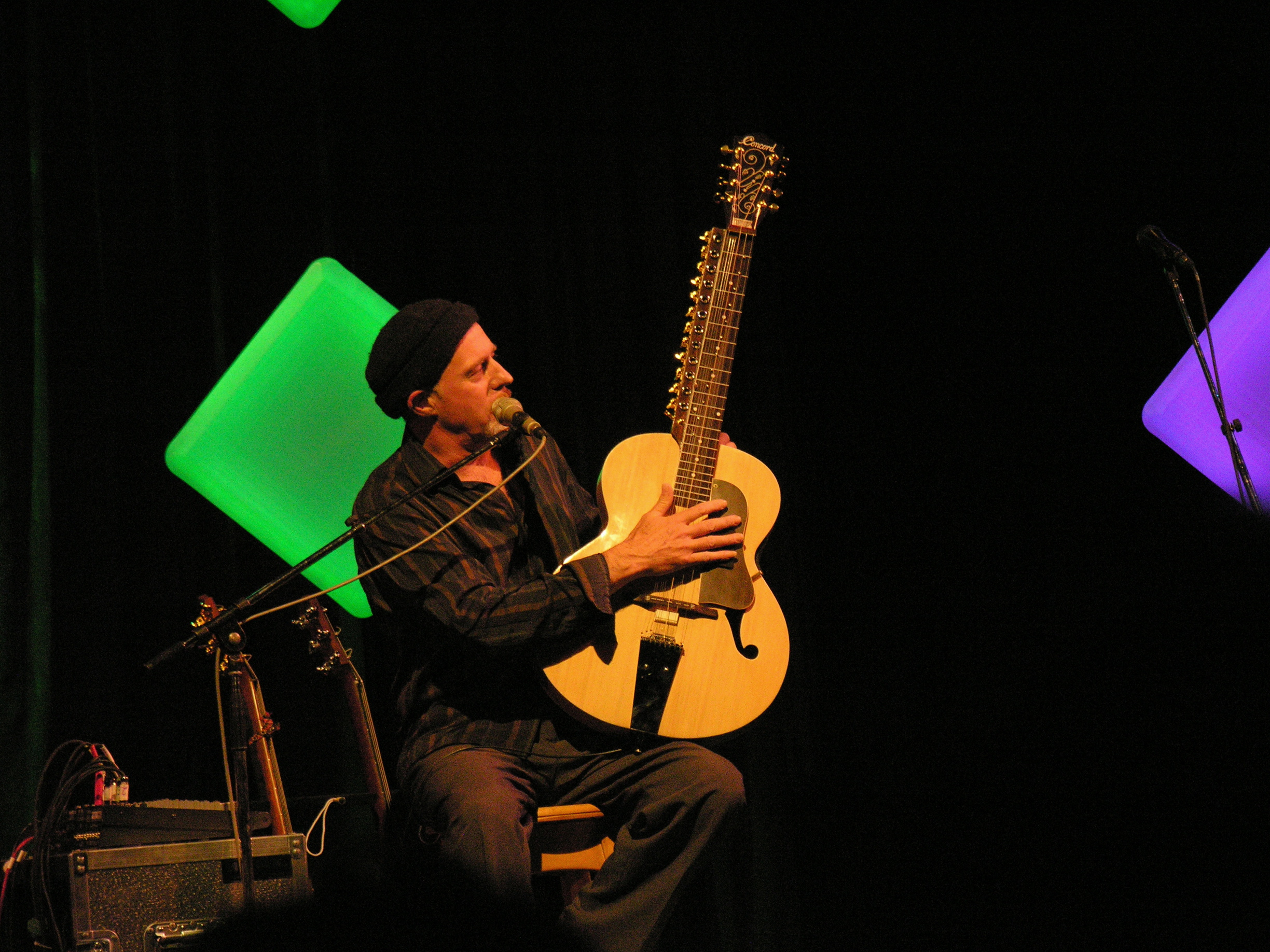
Harry Manx explique le fonctionnement de sa Mohan veena au public.

Harry Manx est un musicien qui mélange le blues, la musique folk et la musique classique Hindustani.  

## Biographie
Il est né sur l'île de Man, où il a passé son enfance, et vit maintenant sur l'île Saltspring, située en Colombie-Britannique, au Canada.
Il joue de la slide guitar, de l'harmonica, du banjo à six cordes, du Mohan veena et Ellis stomp box. Il a vécu quelque temps au Japon. Il a étudié cinq années en Inde avec Vishwa Mohan Bhatt. Manx a sorti huit albums.

## Discographie
- Dog My Cat (2001)
- Wise and Otherwise (2002)
- Jubilee (with Kevin Breit) (2003)
- Road Ragas (2003)
- West Eats Meet (2004)
- Mantras for Madmen (2005)
- In Good We Trust (with Kevin Breit) (2007)
- Live at the Glenn Gould Studio (2007)
- Bread And Buddha (2009)
- Isle of Manx (2010)
- Om Suite Ohm (2013)
- 20 strings and the truth (2015)
- Faith Lift (2017)

## Liens
- (en) Site officiel de Harry Manx ;
- (en) Dog my Cat, le label indépendant de Harry Manx.